# Marquesat d'Olèrdola

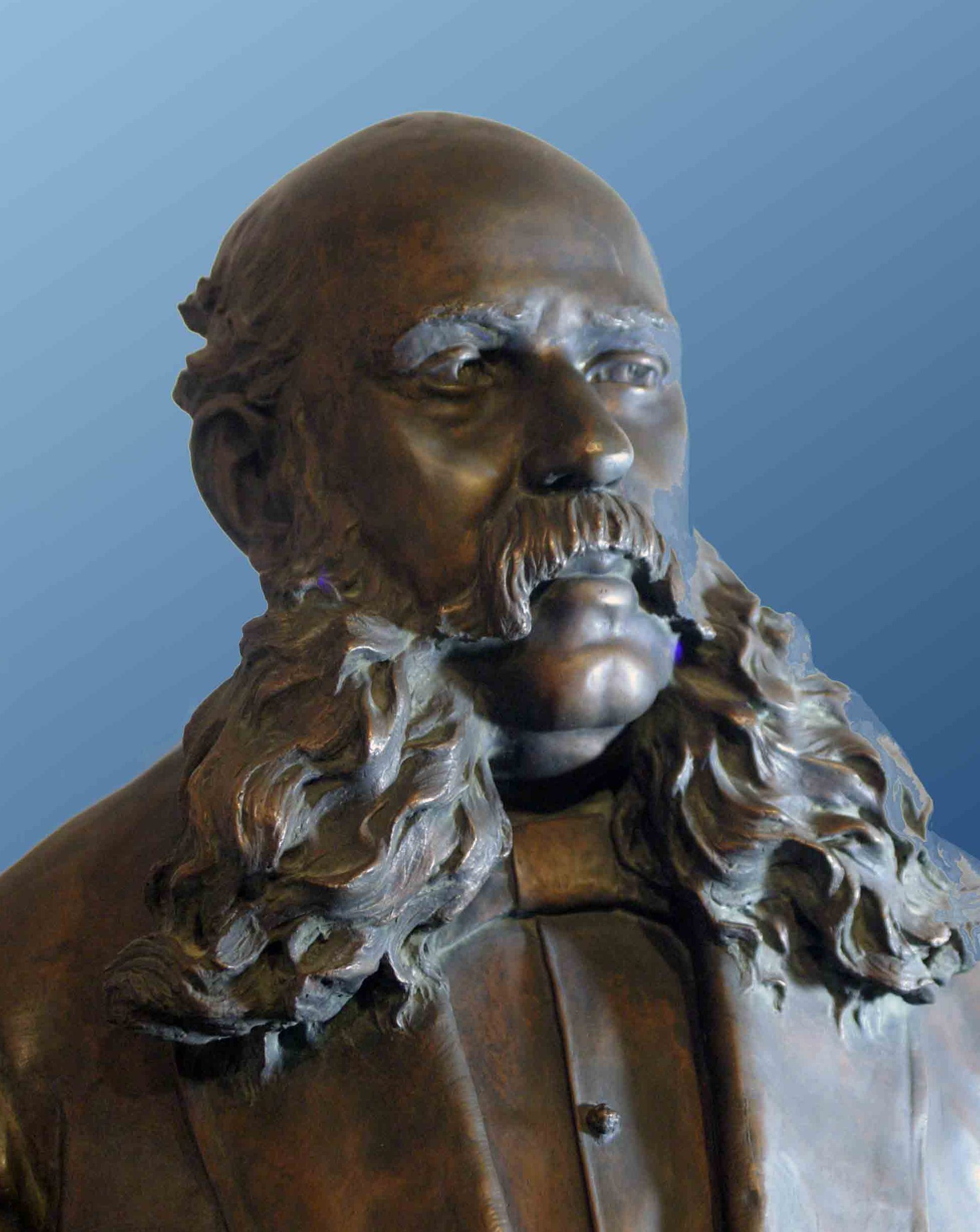
Estàtua de Francesc de Paula Rius i Taulet, I marquès d'Olèrdola.

Escut d'Olèrdola, Alt Penedès.

El Marquesat d'Olèrdola és un títol nobiliari espanyol creat el 31 de desembre de 1889 durant la minoria d'edat del rei Alfons XIII d'Espanya, sent Regent del Regne, la seva mare Maria Cristina d'Habsburg-Lorena, a favor de Francesc de Paula Rius i Taulet, alcalde de Barcelona.
Durant l'alcaldia de Francesc de Paula Rius i Taulet, es va realitzar l'Exposició Universal de 1888 a Barcelona, construint per a l'esdeveniment nombroses avingudes i passeigs, així com el moll principal del port, anomenat "Moll de la Fusta", i l'importantíssim Parc de la Ciutadella.
La denominació d'aquest títol fa referència al municipi d'Olèrdola, Alt Penedès.

## Marquesos d'Olèrdola
|                         | Titular                         | Període                 |
| Creació per Alfons XIII | Creació per Alfons XIII         | Creació per Alfons XIII |
| ----------------------- | ------------------------------- | ----------------------- |
| I                       | Francesc de Paula Rius i Taulet | 1889-1890               |
| II                      | Manuel Rius i Rius              | 1909-1971               |
| III                     | Salvador Mas de Xaxas y Rius    | 1974-                   |
| IV                      | Mariano Mas de Xaxas y Rovellat | 1990-actual titular     |

## Història dels Marquesos d'Olèrdola
- Francesc de Paula Rius i Taulet (1833-1890), I marquès d'Olèrdola.

Casat amb Dorotea Rius i Nogués. El succeí el seu fill:
- Manuel Rius i Rius (1883-1971), II marquès d'Olèrdola.

Casat amb María del Rosario Mas Capó. El succeí:
- Salvador Mas de Xaxas y Rius (1906-1989), III marquès d'Olèrdola.

Casat amb Mariana Rovellat y Riera. El succeí el seu fill:
- Mariano Mas de Xaxas y Rovellat (n. en 1936), IV marquès d'Olèrdola.

Casat amb Helene Bassens Dubois.